# عثمان جيسوب
عثمان جيسوب (3 يناير 1878 في المملكة المتحدة - 25 مايو 1941 في المملكة المتحدة) (بالإنجليزية: Osman Jessop)‏ هو لاعب كريكت بريطاني (وحمل سابقاً جنسية المملكة المتحدة لبريطانيا العظمى وأيرلندا). لعب مع نادي مقاطعة غلوستر للكريكت ‏.

## وصلات خارجية
- عثمان جيسوب على موقع إي آس بي آن كريك إنفو (الإنجليزية)